# Waihi Beach
Waihi Beach – miasto w Nowej Zelandii, na Wyspie Północnej, w regionie Zatoka Obfitości.